# 伊朗合作社部
伊朗合作社部(波斯語：‎)於1991年建立，是負責監管伊朗合作社的政府部門。

## 外部連結
- 合作社部網頁